# Bandera de Victòria (Austràlia)

Insígnia de Victòria.

La bandera de Victòria és la bandera oficial de l'estat australià de Victòria. Es basa en el pavelló blau britànic (camp blau marí amb la bandera britànica al quarter) que carrega al vol els estels de la Creu del Sud coronada per una corona imperial, que actualment és la corona de Sant Eduard. La bandera data de 1870, amb variacions menors, l'última de les quals va ser l'any 1953.

## Disseny
El seu disseny es diferencia dels altres cinc estats australians en que la insígnia estatal no està col·locada dins una rodella, sinó que va directament sobre el camp blau marí. Quan oneja juntament amb la bandera nacional i la resta de banderes estatals, és la segona en l'ordre. Això és indicatiu de la seva posició dins l'escut d'Austràlia.
A diferència de la bandera nacional, la bandera de Victòria no està protegida per cap acte del govern estatal o del parlament australià. Com a resultat, no hi ha requisits legals oficials per a la construcció de la bandera de Victòria. Tanmateix, la tradició i el decor dicten que ha de ser:
- La Union Jack ocupa el quarter superior esquerre al costat del pal;
- El vol ha de ser totalment blau marí, d'acord amb el pavelló blau britànic;
- La insígnia de l'Estat s'ha de situar amb el seu centre a mig camí entre la vora del pal i la vora del vol, i ocupar-ne la major part;

### Colors
L'esquema de colors, a falta d'una reglamentació oficial, segueix els de la bandera nacional australiana.
| Model de color | Blau marí  | Vermell     | Blanc         | Groc         | Negre     | Verd        |
| -------------- | ---------- | ----------- | ------------- | ------------ | --------- | ----------- |
| Pantone        | 280 C      | 185 C       | Blanc         | 123 C        | Black 6 C | 364 C       |
| RGB            | 1, 33, 105 | 228, 0, 43  | 255, 255, 255 | 255, 199, 44 | 0, 0, 0   | 74, 119, 41 |
| CMYK           | 99-69-0-59 | 0-100-81-11 | 0-0-0-0       | 0-22-83-0    | 0-0-0-100 | 38-0-66-53  |
| RAL            | 5026       | 3026        | NA            | 1018         | 9005      | 6010        |
| HTML           | #012169    | #E4002B     | #FFFFFF       | #FFC72C      | #000000   | #4A7729     |

## Banderes històriques

### Bandera de separació de 1844
El 1844, John Harrison va dissenyar una bandera per a la Separation Society, una organització que defensava la separació del districte de Port Phillip (actual estat de Victòria) de la Colònia de Nova Gal·les del Sud. La bandera, amb "un estel blanc centrat en un camp carmesí", va ser hissada en una gran reunió a l'aire lliure a Batman's Hill el juny de 1844. Harrison va tornar a voleiar la bandera el 1851 en una reunió de miners als jaciments d'or de Bendigo.

### Banderes oficials
La primera bandera de Victòria es va adoptar l'any 1870 i es va hissar per primer cop des de l'HMVS Nelson el 9 de febrer de 1870. També era un pavelló blau britànic amb la Creu del Sud situada al vol de la bandera. els estels de la constel·lació de la Creu del Sud eren blanques i tenien 5, 6, 7, 8 i 9 puntes i totes elles amb una punta apuntant a la part superior de la bandera. L'adopció de la bandera es va produir quan Victòria es va convertir en la primera colònia australiana a adquirir un vaixell de guerra i, per tant, sota l'Acta de defensa naval colonial britànica de 1865, Victoria necessitava una bandera per distingir els seus vaixells d'altres vaixells britànics. Al mateix temps, el pavelló vermell estava incorrectament autoritzada per a l'ús de vaixells civils matriculats a la colònia de Victòria. Malgrat l'autorització no vàlida, aquest pavelló es va continuar utilitzant, i va ser hissat al costat de la bandera de la Unió durant les celebracions de la federació el 1901.
Victòria va adoptar llavors la bandera actual el 1877 amb els estels de la Creu del Sud a partir d'aleshores amb 5, 6, 7, 7 i 8 puntes. Les representacions de la corona han variat d'acord amb la moda heràldica i els desitjos del monarca de l'època. Durant el regnat de la reina Victòria, la corona tenia arcs lleugerament enfonsats. Des d'aproximadament el 1901–1952, durant els regnats dels reis Eduard VII, Jordi V, Eduard VIII i Jordi VI es va utilitzar la representació de la corona Tudor, amb arcs de volta. El 1953 la corona Tudor va ser substituïda per la corona de Sant Eduard.

Bandera de 1870–1877.
Pavelló vermell de 1870–1877.
Bandera de 1877.
Bandera de 1877–1901.
Bandera de 1901–1953.

## Altres banderes

Estendard del governador (1870–1877)
Estendard del governador (1877–1903)
Estendard del governador (1903–1953)
Estendard del governador (1953–1984)
Estendard del governador (1984-avui dia)